# Faithfull
Pour les articles homonymes, voir Faithfull (homonymie).
Faithfull est un groupe de hard rock portugais, originaire d'Oeiras.

## Biographie
Faithfull est formé en 2001.
Leur premier disque, Light this City, est présenté le 16 mars 2004 au Hard Rock Cafe de Lisbonne. Il est très peu médiatisé à l'international à sa sortie, à l'exception du Japon où il est élu album du mois par les lecteurs magazine Burrn! et atteint la 11e place des charts hard/heavy metal. Ils font aussi l'ouverture de la tournée européenne des Whitesnake au Pavilhão Atlântico, de Lisbonne, en septembre 2004.
En 2008, le groupe publie son deuxième album, Horizons, au label Perris Records,.
Leur premier album est réédité pour l'occasion, la même année. Depuis, le groupe semble avoir mis un terme à ses activités.

## Membres
- Rui Martins - guitare
- Sergio Sabino - voix
- Sergio Ramos - batterie
- Nuno Landesma - basse

## Discographie
- 2004 : Light this City
- 2008 : Horizons